# Тейльс, Игнатий Антонович
Игнатий Антонович Тейльс (Theils; 1744, Москва — 18 (30) сентября 1815, Белосток) — поэт, переводчик; сенатор, тайный советник, президент камер-коллегии.

## Биография
Происходил из дворянского рода де Тейлье.
Окончил Сухопутный шляхетский корпус, где был оставлен преподавать немецкий язык и алгебру. В 1769 году опубликовал в Санкт-Петербурге сборник своих стихов. В этом же году совместно с преподавателем Сухопутного кадетского корпуса И. Ф. Румянцевым стал издателем журнала «Полезное с приятным».
В 1770 году он был назначен членом Уложенной комиссии, в 1773 — секретарём Совета при Сухопутном шляхетском корпусе. С 1774 года член ложи «Девяти муз». Н. И. Новиков предлагал в 1783 году принять его «в Петербургский капитул масонского рыцарского ордена».
В 1786 году назначен председателем палаты уголовного суда Тверского наместничества; затем стал вице-губернатором и в 1797 году назначен тверским губернатором.
На посту тверского губернатора снискал немилость Павла I: тверской полицмейстер донес, что Тейльс во время прохождения через Тверь колодников (князя Василия Сибирского и Василия Турчанинова) приказал «им отвесть получше квартиру, лекарю, сняв с ног их железа, повреждённые от них ноги сколько можно подлечить и перевязать пластырями». По приказу Павла I Тейльс был доставлен в Санкт-Петербург, но благодаря заступничеству Обольянинова Тейльс не только не понес наказания, но и был награжден чинами тайного советника и сенатора и переведен на службу в столицу. В начале 1801 года Тейльс был назначен президентом Камер-коллегии.
В 1803—1806 годах был председательствующим в Комиссии для рассмотрения финляндских дел.
В 1807 году назначен правителем Белостокской области, а также (с 1809) — Тарнопольской. Тейльс сохранил в Тарнопольском крае привилегии шляхты, но старостами в округах назначал русских (а секретарями при них поляков), ввел юлианский календарь, делопроизводство на русском языке (с сохранением польского языка как второго языка). В Отечественную войну 1812 года Тейльс в Тарнопольском крае мобилизовал в армию более 2 тысяч человек, а также мобилизовал лошадей и волов. По указу Александра I от 8 июля 1815 года Тейльс сдал Тарнопольский край Австрии.
Умер 30 сентября 1815 года в Белостоке.

## Литературная деятельность

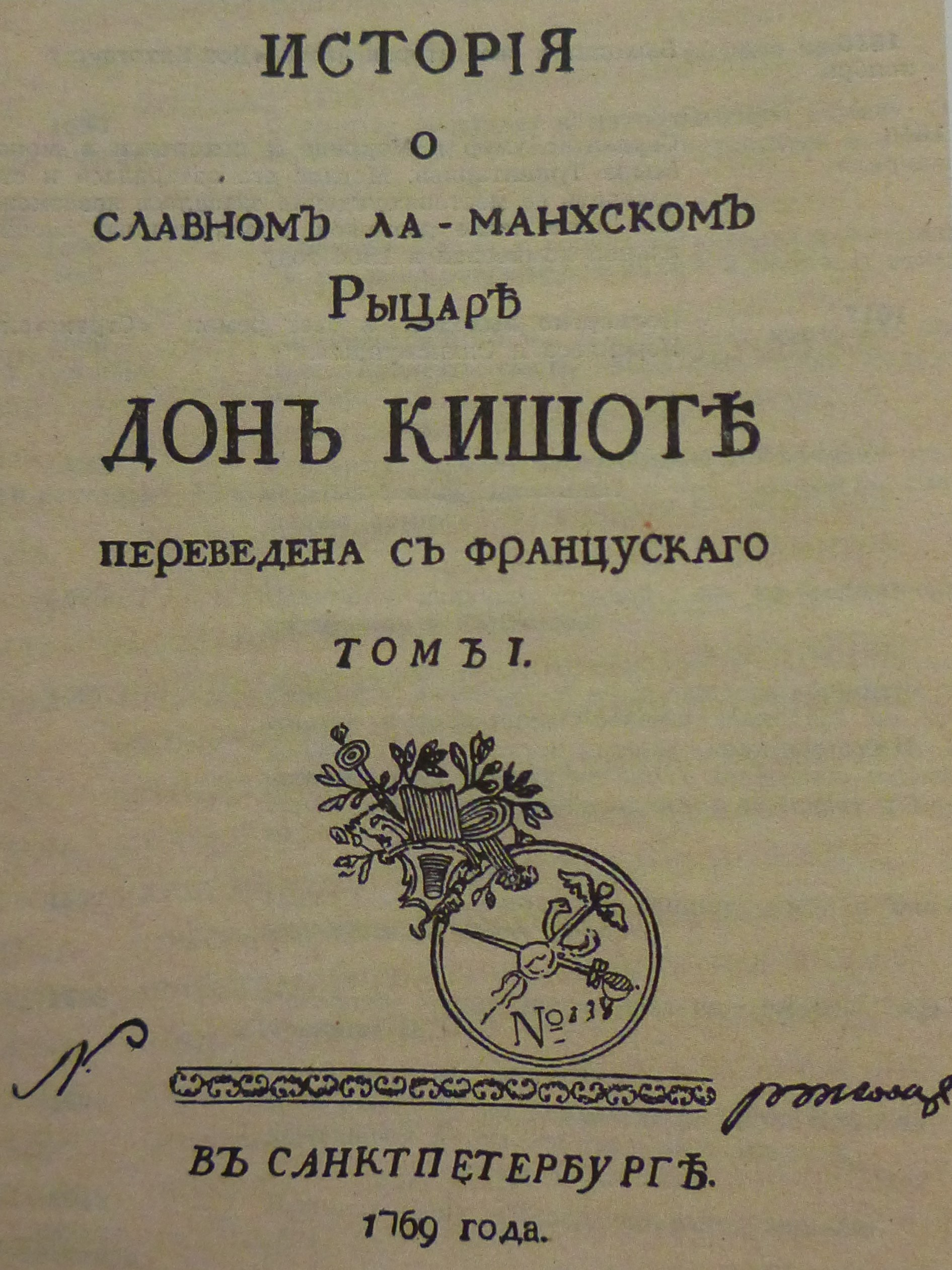
Перевод «Дон Кихота» 1769 года

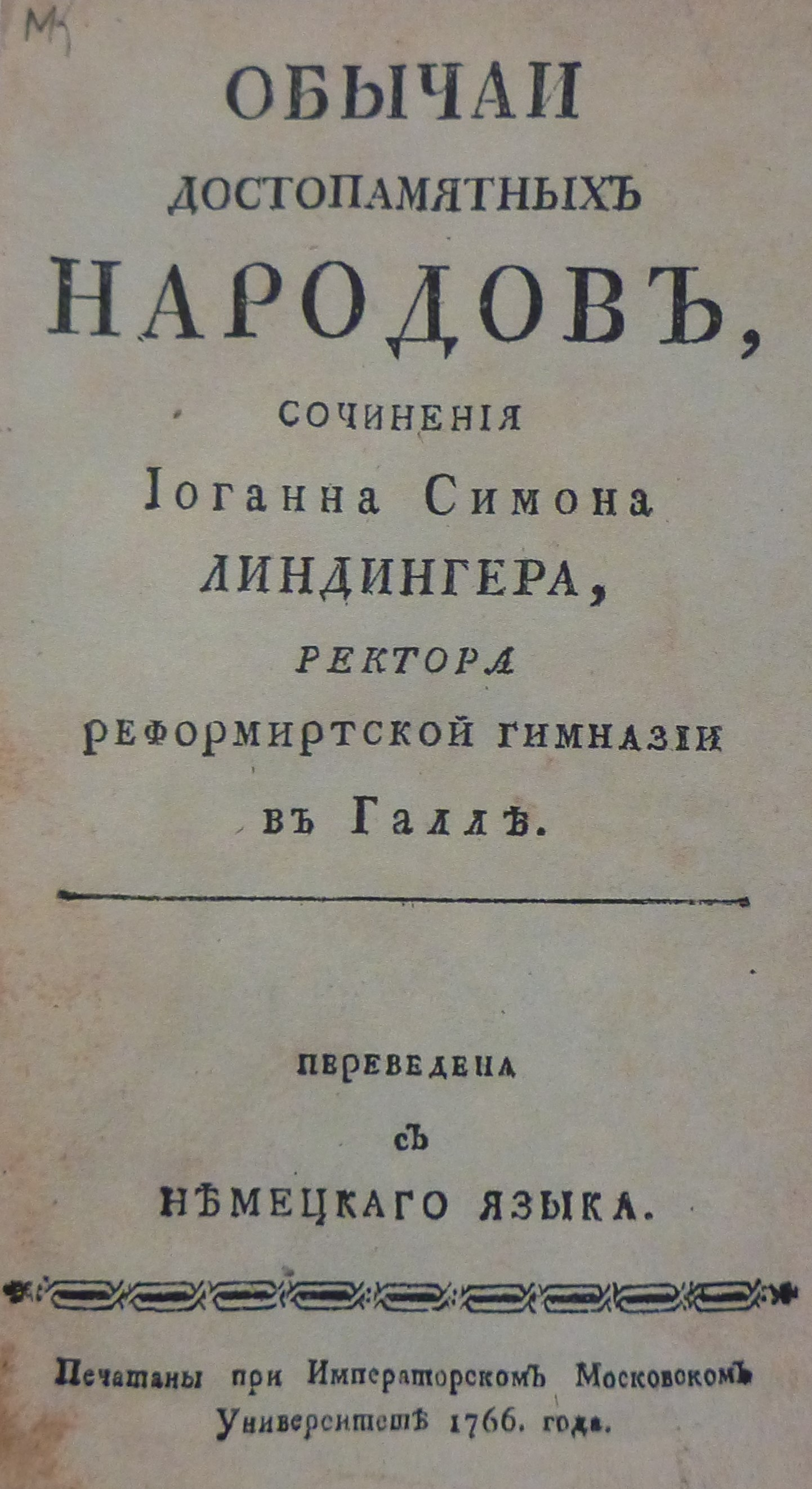
Перевод книги Линдингера

И. А. Тейльс известен как переводчик с французского и немецкого языков. Он перевел следующие издания:
- «Обычаи достопамятных народов» Иоганна-Симона Линдингера (с немецкого языка);
- «Гузаратские султанши, или Сны неспящих людей» Тома-Симона Геллета (с французского языка), перевод опубликован в 1774 году;
- «История о славном Ла-Манхском рыцаре Дон Кишоте» (с французского вольного перевода Фийо де Сен-Мартена), 1769 год;
- «Географическое, историческое, хронологическое, политическое и физическое описание Китайския империи и Татарии китайския» Жана-Батиста Дюальда (с французского языка, перевод опубликован в 1774—1777 годах).

Тейльс также писал свои сочинения:

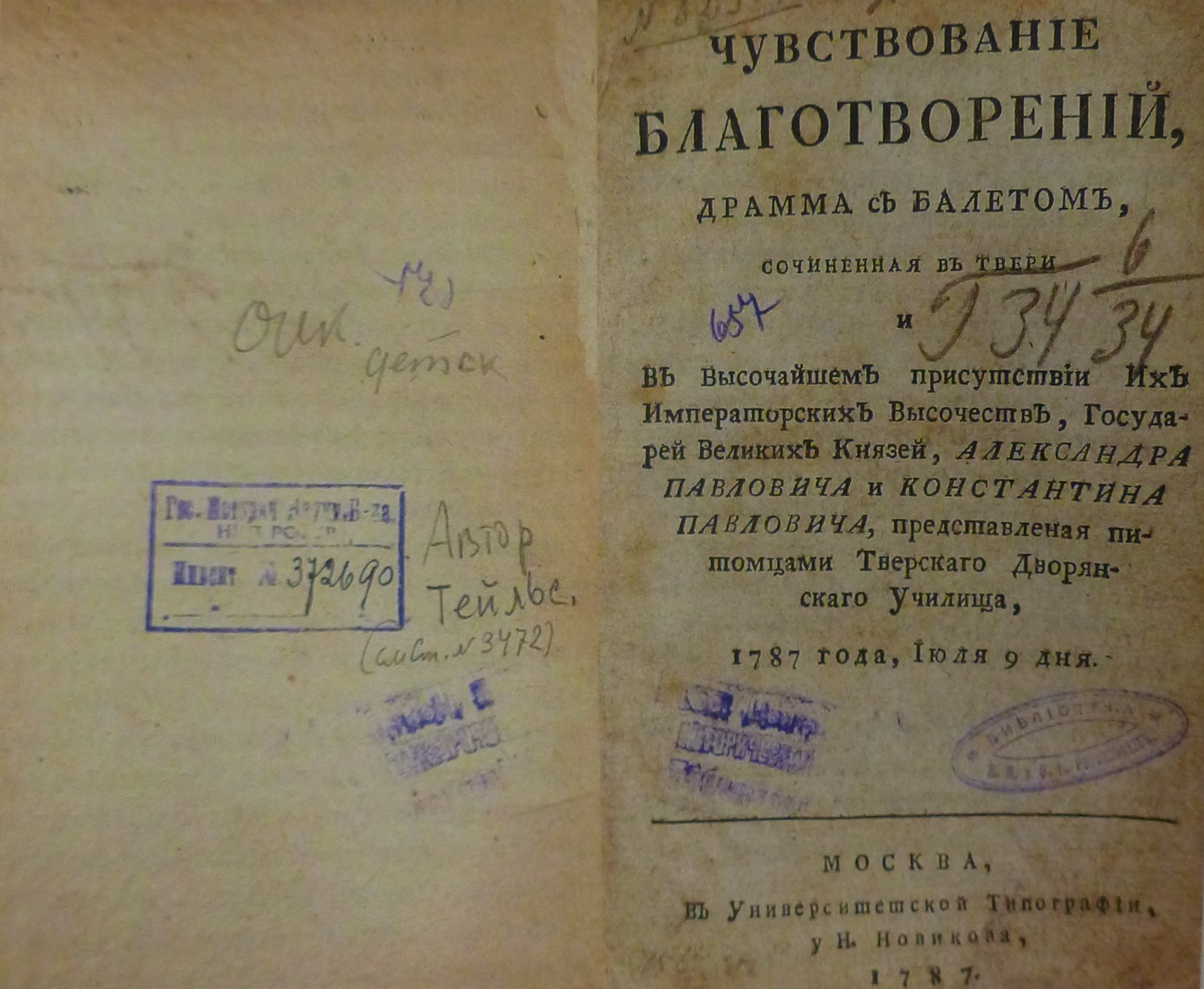
«Чувствование благотворений», титульный лист издания

- «Слово на день всерадостного от прививания оспы выздоровления… императрицы Екатерины Алексеевны всея России» (опубликовано в 1771 году);
- «Слово в честь его сиятельству графу Никите Ивановичу Панину, гофмейстеру российского престола наследника» (опубликовано в 1771 году);
- Пьеса «Награждение в добродетели»;
- Пьеса «Чувствование благотворений»;
- Стихотворение «Городу Санкт-Петербургу»;
- Стихотворение «Вывеска к жилищу Прокофия Акинфиевича Демидова».

## Семья
- Отец — Антон Вильгельмович Тейльс, доктор права Падуанского университета, принял православие (крестным отцом был Петр I)[9];
- Младший брат — Лев Тейльс — получил в 1800 году от Игнатия Тейльса имущественные права на имение Звягино с двумя деревнями[6].

## Награды
Награждён орденами Св. Александра Невского, Св. Анны и Св. Владимира 3-й степени.
Также Тейльс за умелую борьбу с наводнением в Твери (имело место в марте 1800 года) был награжден орденом Св. Иоанна Иерусалимского и ежегодным пенсионом в размере 2 тысяч рублей серебром.